# Cristina Flutur
Cristina Flutur (Iași, Romania, 1978) és una actriu de teatre i cinema romanesa, guanyadora del Premi d'Interpretació Femenina al Festival Internacional de Cinema de Cannes.
Va estudiar idiomes a la Universitat Alexandru Ioan Cuza de Iaşi, i es va graduar l'any 2000, abans d'estudiar a Cluj. Immediatament després d'acabar els seus estudis el 2004, Cristina es va unir al repartiment del Teatre Nacional "Radu Stanca" a Sibiu, on va actuar en obres teatrals clàssiques i modernes, treballant amb directors reconeguts. Va treballar a Sibiu fins a l'estiu de 2013, quan es va traslladar a Bucarest com a freelancer. Abans d'acabar els estudis ja havia actuat en una companyia de teatre per als estudiants, el "Teatre Ludic", durant 3 anys. Després de graduar-se l'any 2000, estudià Art dramàtic a la Facultat de Lletres de la Universitat "Babes-Bolyai" de Cluj-Napoca, Romania.
Va debutar al cinema amb "Alina", personatge principal en la pel·lícula Beyond the Hills (2012), dirigida pel director romanès Cristian Mungiu. Per aquest paper, va rebre el Premi a la Millor Actriu al Festival Internacional de Cinema de Cannes el 2012. Com a actriu de teatre, ha interpretat un ampli ventall de peces, des de Shakespeare i Chekhov fins a Steinbeck i Ionesco.
Mentre treballava al Teatre Nacional "Radu Stanca", va participar de nombroses gires, actuant a Ucraïna, Bòsnia i Hercegovina, Finlàndia, Rússia, Macedònia del Nord, Turquia, Eslovènia, Itàlia, Colòmbia, Itàlia.